# 아파나시 세레딘사바틴
아파나시 이바노비치 세레딘사바틴(러시아어: Афанасий Иванович Середин-Сабатин, 우크라이나어: Афанасій Іванович Середін-Сабатін, 1860년 1월 1일~1921년)은 1890년부터 1904년까지 조선과 대한제국에서 활동한 러시아 제국의 우크라이나인 건축 기사이다.
그는 서울의 여러 유럽식 건물의 건축에 관여한 것으로 추측되는데,  대한제국 고종 황제가 아관파천 당시 1년간 묵었던 러시아 공사관이 그의 작품으로 확인된다. 이때의 러시아 공사관 건물은 대한민국의 사적으로 지정되어 있다. 세레딘사바틴은 을미사변 때 경복궁 건청궁에서 있었던 명성황후 시해 사건을 직접 목격한 것으로도 널리 알려져 있다.

## 생애

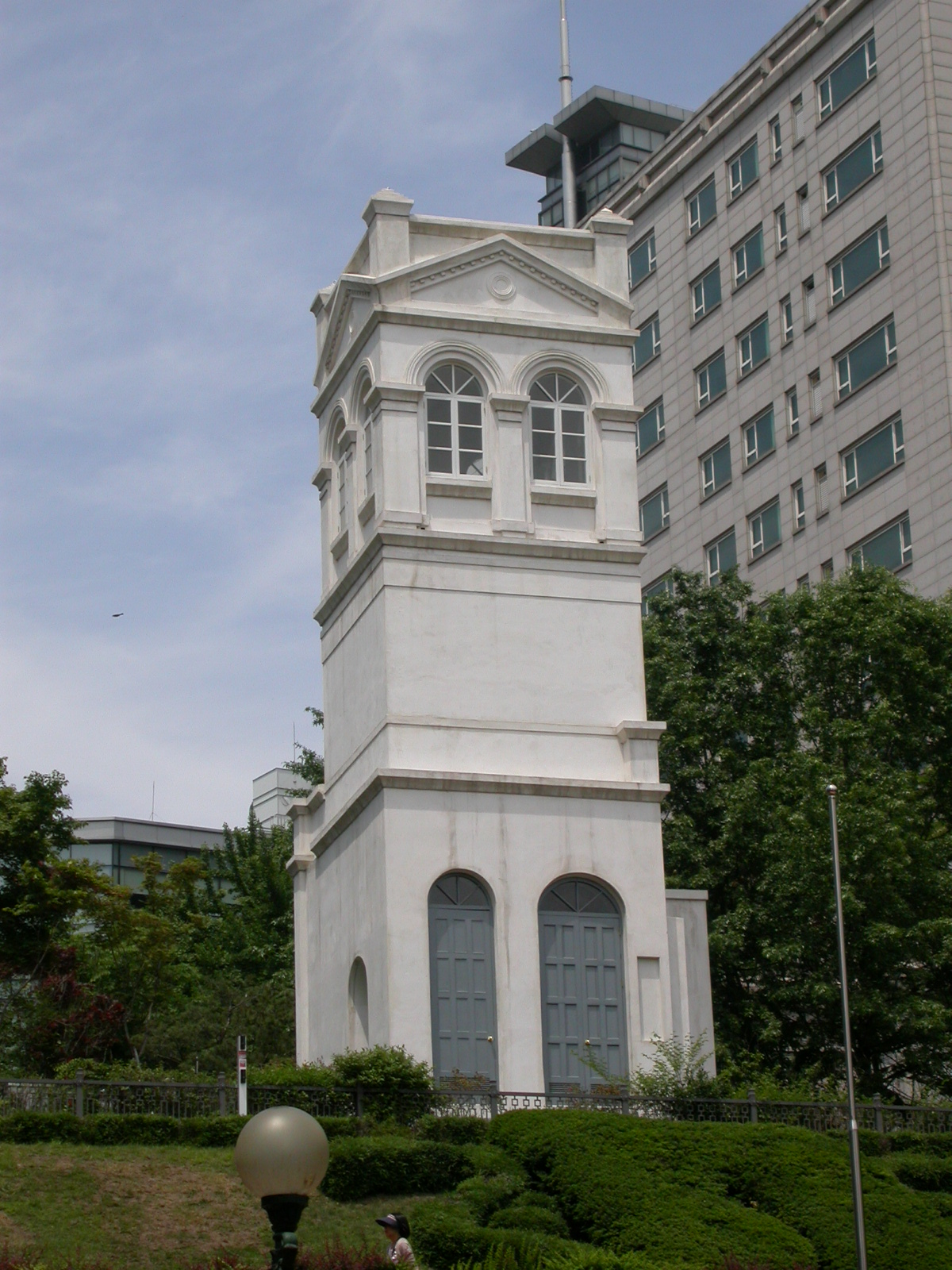
정동 소재 구한말 주한 러시아 공사관 유적

1860년 1월 1일 아파나시 세레딘사바틴은 우크라이나 폴타바주 루브니에서 태어났다. 세레딘사바틴의 부친 이반 세레딘사바틴은 우크라이나 지방의 귀족이며, 폴타바주의 주도(州都)인 폴타바 인근 루브니에 영지가 있었다. 그는 평민 신분의 카자크인 여성과 결혼해 세레딘사바틴을 낳았고 얼마 지나지 않아 재혼했다. 계모는 어린 그를 괴롭히고 못살게 굴어서 그가 만 14살이 되던 1874년에 집에서 1,000km 이상 떨어진 상트페테르부르크의 삼촌에게 몸을 의탁했다.
그는 상트페테르부르크 왕립예술아카데미에 일 년간 재학했다. 성적이 좋지 않았던 그는 예술아카데미 1학년만 마친 후 건축학교로 적을 옮겨봤으나 역시 성적이 나빠 그마저 그만둬야 했다. 졸업증이 없어 취직을 할 수 없던 그는 이곳저곳을 전전하다 겨우 러시아 해군 양성소에 입교해 항해사가 되었고 블라디보스토크의 극동 함대로 임관하게 됐다. 그때 아내를 만나게 돼 결혼 생활을 시작했고 이후 극동에서 항해사로 몇 년을 더 보냈다.
1883년 9월 17일 세레딘사바틴은 파울 게오르크 폰 묄렌도르프에게 측량 토목기사로 고용되어 대한제국으로 떠났다. 그가 처음 맡은 역할은 영조교사(營造敎士)로서 왕궁 신축을 위한 도면 작성 준비라던지 벽돌 가마를 짓는 것이 임무였다. 24세라는 젊은 나이에 바다를 떠나 한국에 정착하면서 그는 경복궁 관문각 등 궁궐 건축에 관여한 것으로 확인된다. 이러한 도중에 사바틴은 1895년 을미사변 당시 경복궁에서 일본 낭인들의 손에 명성황후가 쓰러지는 모습을 직접 목격하였고, 이를 증언하였다. 을미사변 목격으로 인해 신변의 위협을 느낀 사바틴은 잠시 한반도를 떠났다가 1899년 경 다시 인천으로 돌아왔으며, 그때부터 1904년 러일전쟁 후 한반도를 떠나기까지 건축과 토목사업에 참여한 것으로 알려져 있다. 이후 영어를 배워 영국신문의 극동 특파원을 겸임하기도 했으며 중국 선양의 북대하(北戴河) 등지에서 주택개발업을 벌이기도 했다고 한다.
1905년 러일전쟁 직후 그는 신경쇠약에 걸려 처자식을 놔두고 블라디보스토크으로 홀홀단신 떠났다. 거기서 그는 시베리아 등지와 우랄 지방 등 러시아 곳곳을 방랑하다 1921년 사망했다. 그의 사망지를 두고 의견이 엇갈리기는 하는데 대략적으로 돈강 유역의 로스토프나 볼고그라드 어디쯤일 것으로 추측된다.
세레딘사바틴은 사냥을 즐겨 쌍열 산탄총을 늘 갖고 다녔다고 한다. 수영 실력이 뛰어나 익사 위기의 사람들을 여러 번 구조했다고 하며, 상당한 수준의 테니스 실력의 소유자였고, 캠핑을 못하면 안절부절 못할 정도로 자연을 즐기는 사람이었다고 한다. 그는 학업에서나 가정면에서 성실하지 못했으며 수입이 일정치 않아 가족이 많이 고생했다고 한다.

## 스위스 출신설
서재필은 그의 자서전에서 독립문 설계자를 스위스인 기사라고 언급하였으므로, 이는 러시아인인 사바틴이 독립문 설계자가 아니라는 주장의 논거가 되어 왔다. 다만 러시아 국립인문과학대학 타티야나 심비르체바 박사는 2009년 10월 24일 국립고궁박물관에서 개최된 국제한국사학회(공동대표 박정신 숭실대 교수) 제4회 월례발표회에서 발표된 논문 '조선국왕폐하의 건축가 사바친'을 통해, 세레딘사바틴이 출신은 우크라이나이지만 폴란드, 독일, 이탈리아, 스위스 등 여러 국가의 혈통을 물려받은 국제인이라는 사실을 밝혀내고, 이를 근거로 사바틴이 서재필이 언급하였던 스위스인 기사에 해당할 수도 있다는 주장을 펼쳤다.

## 그가 남긴 주요 건축물
사바틴이 처음 조선에 도착한 1880년대부터 1904년에 대한제국을 떠나기 전까지 여러 토목사업에 참여하였다는 사정을 추측할 수는 있으나, 실제로 사바틴이 관여한 건축물이라고 확실하게 입증되는 것은 아래와 같이 구 러시아 공사관 건물과 관문각의 2개 건축물 뿐이다. 제물포구락부 등 그 밖의 건물들은 사바틴이 한반도에 머무른 시기와 건축시기가 일치하여 사바틴이 관여한 것으로 추정될 뿐, 실제로 사바틴이 관여를 하였는지 여부 또는 관여를 하였다면 어느 정도로 관여를 하였는지 여부에 관하여는 증명된 바가 전혀 없는 것으로 알려져 있다. 사바틴은 고종 등 정부의 상급자에게 직접 고용되었던 것이 아니라 총세무사 등 중간관리자에게 고용되었고, 정부도 사바틴을 조계지 측량과 양식공사 등을 목적으로 일회적인 고용에 나섰을 뿐이며, 사바틴은 한국인들과 격리되어 조선의 건축 양식에 별다른 영향을 끼치지 못한 것으로 알려져 있다.
- 구 러시아 공사관, 서울, 1890년 완공
- 경복궁 관문각, 서울, 1891년 완공, 경복궁 북문 근처에 있었던 서양식 3층 빌딩. 일제가 파괴했음

## 같이 보기
| - 명성황후 - 파울 게오르크 폰 묄렌도르프 - 구 러시아 공사관 | - 덕수궁 - 아관파천 - 을미사변 |